# Can Xicrau
Can Xicrau és una obra de Sant Iscle de Vallalta (Maresme) protegida com a Bé Cultural d'Interès Local.

## Descripció
Masia situada sobre una bifurcació de camins que porten a Can Vives de la Cortada i a Can Maresme, a tocar de Can Patiràs i Can Carabisco. En un ampli pati s'aixeca la masia de planta rectangular bastant gran, formada per planta baixa i primer pis amb la coberta a dues vessants. A la planta baixa hi ha dues portes adovellades formant un arc escarser i dues finestres col·locades alternant-se amb les portes. A la primera planta s'obren tres finestres de llinda plana.